# ستيوارت نيكلسون
ستيوارت نيكلسون (بالإنجليزية: Stuart Nicholson)‏ (3 فبراير 1987 بنيوكاسل أبون تاين في المملكة المتحدة - ) هو لاعب كرة قدم بريطاني في مركز الهجوم. شارك مع منتخب إنجلترا تحت 19 سنة لكرة القدم. أما مع النوادي، فقد لعب مع شروزبري تاون ونادي بريستول روفيرز ونادي ريكسهام ووست بروميتش ألبيون وتيلفورد يونايتد ونادي تاموورث ونيوكاسل بلوستار ‏ وBentleigh Greens SC ‏ وBirtley Town F.C. ‏ وHebburn Town F.C. ‏ وBrunswick Juventus FC ‏ وNorthcote City FC ‏ وCaroline Springs George Cross FC ‏ وWest Allotment Celtic F.C. ‏.

## وصلات خارجية
- ستيوارت نيكلسون على موقع قاعدة بيانات كرة القدم.إي يو (الإنجليزية)
- ستيوارت نيكلسون على موقع Soccerbase.com (لاعب) (الإنجليزية)
- ستيوارت نيكلسون على موقع عالم كرة القدم.نت (الإنجليزية)